# Materpiscis
Materpiscis attenboroughi
Genre
Espèce
Materpiscis (en latin : poisson-mère) est un genre éteint de poissons de la classe des placodermes. Il a vécu au Dévonien supérieur (il y a environ 380 Ma). Les fossiles de Materpiscis appartiennent tous à une seule et unique espèce, Materpiscis attenboroughi, le « poisson-mère d'Attenborough », l'un des plus anciens animaux vivipares connus,.
Le fossile a été découvert dans la formation de Gogo située dans la région de Kimberley, en Australie-Occidentale (nord-ouest de l'Australie) par Lindsay Hatcher, durant l'expédition menée en 2005 par John A. Long du musée Victoria de Melbourne. Les fossiles de la formation géologique de Gogo sont préservés dans des nodules calcaires : il est donc nécessaire d'utiliser l'acide acétique pour dissoudre le calcaire et faire apparaître le fossile.

## Systématique
Le genre Materpiscis et l'espèce Materpiscis attenboroughi ont été décrits en 2008 par John A. Long, Kate Trinajstic (d), Gavin C. Young (d) et Tim J. Senden (d). 

## Caractéristiques

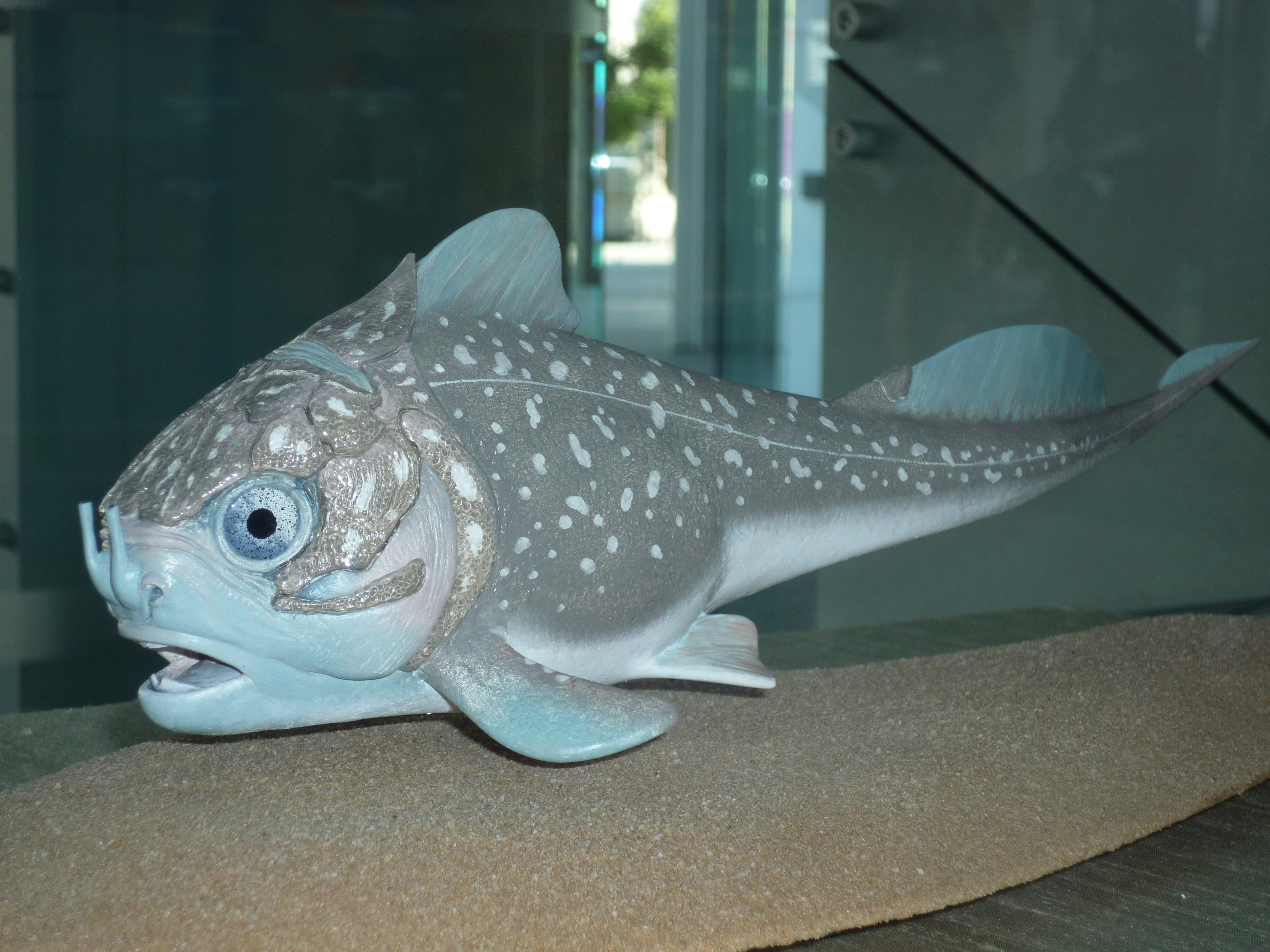
Reconstitution 3D de Materpiscis sp.

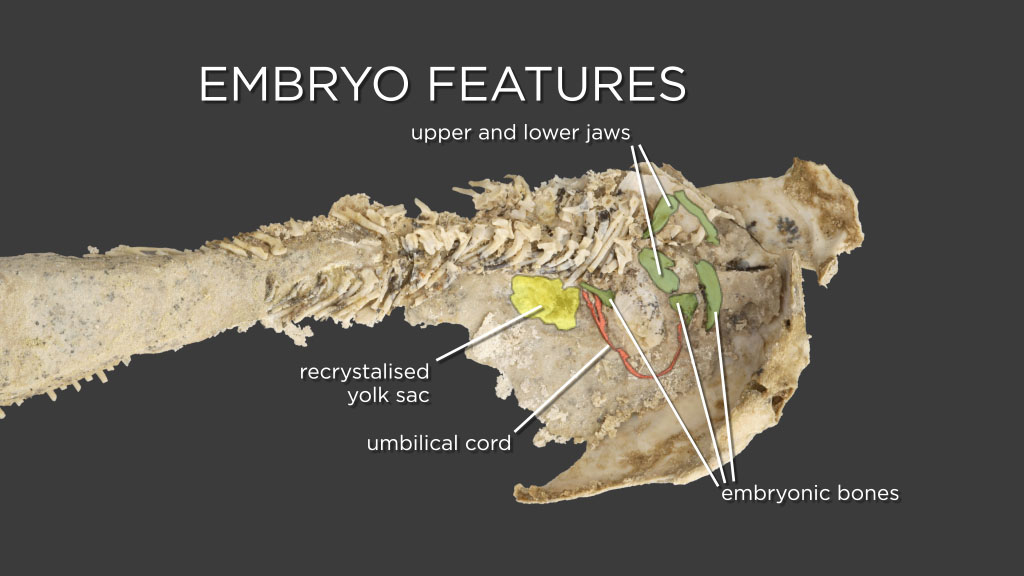
Fossile de Materpiscis montrant en vert les os d'un embryon, en jaune le sac vitellin recristallisé et en rouge le cordon ombilical de l'embryon.

Materpiscis devait mesurer environ 25 à 30 cm de long et possédait comme tous les placodermes une mâchoire puissante pour broyer ses proies, probablement des invertébrés à coquille dure, comme des palourdes ou des coraux.

### Viviparité avérée
En 2008, des plaques protectrices d'embryons ont été retrouvées dans le ventre de fossiles de Materpiscis femelles, sans trace de morsure ou de digestion. Les fossiles ont également montré, près de ces os d'embryon, la présence d'un sac vitellin recristallisé et d'un cordon ombilical. Materpiscis devait donc être vivipare avec fécondation interne,.
Le titre de « plus ancien animal vivipare de l'histoire naturelle » doit être cependant partagé avec deux autres placodermes. Le fossile du premier, Austroptyctodus gardineri, de la même famille des Ptyctodontidae que Masterpicis, a été découvert sur le même site et présente en son sein de trois petits embryons. Le fossile du second, Watsonosteus fletti (en), de la famille des Coccosteidae (en), a été découvert en Ecosse en 2020 dans une formation un peu plus ancienne (385 Millions d'années),.

## Publication originale
- (en) John A Long, Kate Trinajstic, Gavin C. Young et Tim Senden, « Live birth in the Devonian period », Nature, NPG et Springer Science+Business Media, vol. 453, no 7195,‎ 1er mai 2008, p. 650-652 (ISSN 1476-4687 et 0028-0836, OCLC 01586310, PMID 18509443, DOI 10.1038/NATURE06966, lire en ligne).